# Timbang Lawan (Namo Rambe)
Timbang Lawan is een bestuurslaag in het regentschap Deli Serdang van de provincie Noord-Sumatra, Indonesië. Timbang Lawan telt 175 inwoners (volkstelling 2010).